# Calymperidium muelleri
Calymperidium muelleri là một loài rêu trong họ Calymperaceae. Loài này được Dozy & Molk. mô tả khoa học đầu tiên năm 1856.